# Rue des Pères Blancs (Bruxelles)
Pour les articles homonymes, voir Rue des Pères Blancs.
La rue des Pères Blancs (en néerlandais : Wittepatersstraat) est une rue bruxelloise de la commune d'Etterbeek en Belgique, qui va du boulevard Louis Schmidt à l'avenue des Volontaires en passant par la rue Capitaine Joubert.

## Histoire et description
Les Pères blancs, dont le nom officiel est Missionnaires d'Afrique, forment une société de vie apostolique de missionnaires fondée en 1868.
La numérotation des habitations va de 3 à 53 pour le côté impair et de 4 à 12 pour le côté pair.

## Adresses notables
- no 4 : ICAB